# Morellols
Morellols és un indret del terme municipal de Talarn, al Pallars Jussà.
És el territori situat a l'extrem sud-oest del terme de Talarn, en els vessants que pugen cap a l'antic poble de Puigmaçana. Es troba al sud-oest de Palau de Noguera i al nord-oest de Puigcercós.
Travessa aquesta partida, de nord-est a sud-oest, però fent diverses giragonses, el Camí de Puigmaçana.